# 2009年度新城國語力頒獎禮得獎名單
2009年度新城國語力頒獎禮於2009年8月9日在香港會議展覽中心Hall 5BC舉行，主題為「華語樂壇精英 力創高峰 音樂大同」。當晚，共頒發105個獎項，結果男歌手方面，陳奕迅及方大同成為大贏家，同獲得5個獎項；而女歌手則為張惠妹，獲得6個獎項；另外組合大贏家為棒棒堂，獲得3個獎項。

## 得獎名單

### 歌曲獎項
- 新城國語力歌曲
  - 《愛極限》 ——許慧欣
  - 《小酒窩》 ——林俊傑、蔡卓妍
  - 《我是傳奇》 ——棒棒堂
  - 《迷魂陣》 ——張智成
  - 《尋愛旅程》 ——胡琳
  - 《淚情書》 ——麥浚龍
  - 《妥協》 ——蔡依林
  - 《我只是想要幸福》 ——蘇永康
  - 《相對後動物感傷》 ——張惠妹
  - 《王妃》 ——蕭敬騰
  - 《日光》 ——蘇打綠
  - 《送給你的歌》 ——Irene A
  - 《如果愛》 ——方大同
  - 《你們的愛》 ——周筆暢
  - 《Be With You》 ——潘瑋柏feat. Akon
  - 《這就是愛嗎》 ——容祖兒
  - 《良藥苦口》 ——任賢齊
  - 《Fun Run》 ——胡彥斌
  - 《107國度》 ——黃耀明
  - 《比翼雙飛》 ——許志安
  - 《撐腰》 ——羅志祥
- 新城國語力熱爆K歌
  - 《小酒窩》 ——林俊傑、蔡卓妍
  - 《迷魂陣》 ——張智成
  - 《最幸福的事》 ——梁文音
  - 《這就是愛嗎》 ——容祖兒
  - 《氣管炎》 ——任賢齊、劉浩龍、大兵
- 新城國語力跳舞歌曲
  - 《大丈夫》 ——蔡依林
- 新城國語力合唱歌曲
  - 《你的承諾》 ——海鳴威、泳兒
  - 《兄弟》 ——區俊濤、孫楠
  - 《一種快樂一種苦》 ——狄易達、賈曉晨
  - 《話太普通》 ——農　夫、季欣霈
- 新城國語力原創歌曲
  - 《滴滴滴》 ——許哲佩
  - 《雙人舞》 ——潘瑋柏
- 新城國語力熱播冠軍歌曲大獎
  - 《氣管炎》 ——任賢齊、劉浩龍、大兵
- 新城國語力年度歌曲大獎
  - 《然後怎樣》 ——陳奕迅

### 專輯獎項
- 新城國語力專輯
  - 《橙月》 ——方大同
  - 《阿密特》 ——張惠妹
  - 《歌人》 ——許志安
- 新城國語力年度專輯
  - 《SuperMarket》 ——曹格

### 新人獎項
- 新城國語新勢力歌手
  - Dear Jane
  - 張芸京
  - 紀佳松
  - 王梓軒
  - G.E.M.
  - 卓文萱
  - 農　夫
- 新城國語力男新人王
  - 盧廣仲
  - 海鳴威
- 新城國語力女新人王
  - 梁文音

### 創作獎項
- 新城國語力製作人大獎
  - 《歌人》 ——李安修
- 新城國語力創作歌手
  - 盧廣仲
  - 紀佳松
- 新城國語力亞洲創作歌手
  - 胡彥斌
  - 方大同
  - 黃耀明

### 歌手獎項
- 新城國語力跳唱歌手
  - 許慧欣
  - 鄭希怡
- 新城國語力人氣偶像獎
  - 泳兒
- 新城國語力優秀演繹獎
  - 蘇永康
  - Irene A
  - 蕭敬騰
  - 張惠妹
- 新城國語力躍進歌手
  - 張芸京
  - 梁文音
  - 張棟樑
- 新城國語力年度歌手
  - 蔡依林
- 新城國語力男歌手
  - 陳奕迅
  - 方大同
  - 曹格
  - 羅志祥
  - 潘瑋柏
- 新城國語力女歌手
  - 容祖兒
  - 周筆暢
  - 張惠妹
- 新城國語力組合
  - 棒棒堂
  - At17
- 新城國語力樂團
  - 蘇打綠
- 新城國語力全國最受歡迎歌手
  - 陳奕迅
  - 胡彥斌
  - 周筆暢
  - 張惠妹
- 新城國語力全國最受歡迎偶像
  - 容祖兒
  - 林俊傑
  - 蔡卓妍
- 新城國語力全國最受歡迎組合
  - 棒棒堂
- 新城國語力亞洲歌手
  - 許志安
  - 容祖兒
  - 任賢齊
- 新城國語力亞洲人氣偶像
  - 盧廣仲
  - 張棟樑
  - 蕭敬騰
- 新城國語力亞洲樂團
  - 蘇打綠
- 新城國語力亞洲跳唱歌手
  - 林俊傑
  - 潘瑋柏
  - 羅志祥
- 新城國語力全球跳唱歌手
  - 蔡依林
- 新城國語力全球至尊舞台大獎
  - 羅志祥
  - 陳奕迅
  - 蔡依林
- 新城國語力全球最受歡迎至尊男歌手
  - 陳奕迅
- 新城國語力全球最受歡迎至尊女歌手
  - 張惠妹
- 新城國語力殿堂歌手大獎
  - 蔡琴

## 媒體播放
- 由新城知訊台現場播出；並於約一星期後在無綫音樂台及J2台播放。

## 相關連結
1. ↑  . ent.sina.com.cn. 2009-12-26 （中文）.